# Vilém Blodek
Vilém Blodek, né Vilém František Plodek le 3 octobre 1834 à Prague (Bohême), et mort le 1er mai 1874 dans la même ville, est un flûtiste, pianiste et compositeur tchèque.

## Biographie
Vilém Blodek est né dans une famille pauvre et fait ses études dans une école allemande des Clercs réguliers de la Mère de Dieu pour les écoles pies à Prague. Après des études avec Alexander Dreyschock (piano) et au conservatoire de Prague (1846–1952) avec Antonín Eiser (flûte) et Jan Bedřich Kittl (composition), il devient professeur de musique privé à Lubycza, en Galicie (1853–1855). De retour à Prague, il travaille comme pianiste de concert, chef de chœur, professeur de musique et, brièvement, comme deuxième chef d’orchestre de la chorale de Prague, pour laquelle il a écrit des chœurs patriotiques.
En 1860, il succède à Eiser comme professeur de flûte au conservatoire et il rédige son propre manuel de flûte (1861). Il est actif en tant que compositeur de musique de scène pour les théâtres allemands et tchèques : à partir de 1858, il écrivit de la musique pour 60 pièces et collabore avec Bedřich Smetana sur la musique des célébrations de William Shakespeare en 1864.
En 1865, il épousa son élève Marie Doudlebská. Le surmenage a provoqué une dépression nerveuse et, après un passage dans un hôpital psychiatrique en 1870, il y est retourné définitivement en mai 1871.

## Œuvres
- Sextuor à vent (1847)
- Concerto en ré majeur pour flûte et orchestre (1862)
- Musique pour images en direct (1864)
- Symphonie en ré mineur (1866)